# چبیله، شهرستان سزکزسینک
چبیله، شهرستان سزکزسینک (به لاتین: Trzebiele, Szczecinek County) یک سکونتگاه مسکونی در لهستان است که در Gmina Biały Bór واقع شده‌است.

## خصوصیات
چبیله ۱۸۰ نفر جمعیت دارد.